# 8tracks
8tracks est un site internet américain offrant un service de webradio et de réseautage social en ligne. Les internautes peuvent écouter gratuitement de la musique à travers des listes de lecture élaborées par les membres du site. Chaque membre peut éditer sa liste (appelée mix) à partir de huit morceaux musicaux par liste.
Le projet a été initié en 2006 par David Porter, et le lancement du site s'est fait le 8 août 2008. L'équipe gestionnaire du site est répartie dans des bureaux aux États-Unis et en France. Le site a été reconnu meilleur site de l'année 2011 par le magazine Time. Il a également reçu une critique positive de la part de Wired, CNET et Business Insider.
Le site n'est plus en activité depuis le 31 décembre 2019. Il demeure possible d'écouter les mix sur le site, via youtube.

## Fonctionnement
Sur le site 8tracks, les internautes peuvent faire deux choses: écouter un mix ou bien créer leur propre mix. Les auditeurs peuvent rechercher des mix par artiste ou par genre, les diffuser dans un certain cadre, les ajouter aux favoris et s'abonner aux éditeurs de ces listes de lecture. Les membres inscrits peuvent créer leur propre liste de lecture avec un minimum de huit morceaux musicaux par liste. Ils peuvent puiser dans les bases de données de Soundcloud ou de Last.fm ou bien importer leurs morceaux à partir de leur ordinateur.